# Reinhold Edvardsson
Reinhold Olof Sage Edvardsson, född 11 maj 1936 i Högsjö församling, är en svensk före detta fotbollsspelare (högerytter).
Edvardsson flyttade som barn med familjen runt i landet, och bodde i Dalarna, Västmanland och Västergötland. I Borås blev han 1953 juniormästare med IF Elfsborg, och 1954 fick han som 18-åring debutera i A-laget mot Kalmar FF på Fredriksskans IP. Han gjorde sex allsvenska matcher (två mål) med Elfsborg säsongen 1953/1954, och flyttade därefter till Eskilstuna, där han spelade med IFK Eskilstuna. Han spelade där allsvensk fotboll även säsongerna 1957/1958 och 1964, och gjorde ytterligare 24 allsvenska matcher (5 mål). Han slutade med fotbollen vid 27 års ålder och tränade senare några mindre klubbar.